# بندقية نيوستيد 2000
 نيوستيد 2000 عبارة عن بندقية قتالية متعددة المهام طورتها شركة ترسانة ترفيلو من جنوب إفريقيا. وبدأ إنتاج البندقية في عام 2001 وتم توفير النماذج الأولى في أكتوبر من ذلك العام. إنه ملحوظ بسبب عمل المضخة الأمامي غير العادي.
وفي عام 2002، اتصل جيروم كونزمان جونيور بمالكي ترسانة ترفيلو للاستعلام عن استيراد بندقية نيوستيد إلى الولايات المتحدة. حرصًا على العمل معًا، ووافقوا على السماح بالتصدير إلى الولايات المتحدة. اتصل كونزمان بعد ذلك بـ لفتي كورتيس في كاليفورنيا لأن كورتيس كان لديه رخصة أسلحة نارية اتحادية لتصنيع الأسلحة النارية. وعمل كونزمان بنجاح للحصول على رخصة استيراد الأسلحة النارية الفيدرالية لـ كورتيس وفي أوائل عام 2003 ، تلقى كونزمان موافقة من مكتب الكحول والتبغ والأسلحة النارية (ATF) لاستيراد البندقية. بحلول منتصف عام 2003 ، استلم كورتيس وكونزمان أول طائرة محماة ببنادق نيوستيد في منطقة الشحن بمطار سان فرانسيسكو الدولي. تمكن كونزمان من استيراد ما مجموعه ثلاث بنادق من طراز نيوستيد إلى الولايات المتحدة قبل تلقي مكالمة من (ATF) لإبلاغه أن القسم الفني قد تغير في الموظفين وأن الشخص الجديد المسؤول عن الاستيراد لديه وجهة نظر مختلفة فيما يتعلق باستيراد نيوستيد وادعى (ATF) أن السلاح لم يفي بالمتطلبات كبندقية رياضية. كان هذا بسبب أنبوبين للمجلات من ست جولات. في النهاية، تم تسليم جميع المدافع الثلاثة طواعية إلى( ATF).

## التصميم والإنتاج
نيوستيد 2000 عبارة عن بندقية بمقياس 12 تعمل بمضخة تزن ما يزيد قليلاً عن 3 كجم ، مصمم بشكل أساسي لحالات الاضطرابات الأمنية والمدنية.
ويشتمل السلاح الناري على برميل يبلغ قطره 570 ملمًا على الرغم من الطول الإجمالي للسلاح الذي يبلغ 690 مليمتر (27 بوصة) . الطول القصير يجعل من السهل التعامل مع السلاح في حالات الاقتراب ؛ ومع ذلك ، على عكس معظم الأسلحة النارية من هذا النوع ، لا يزال من الممكن أن تظل دقيقة في نطاقات طويلة نسبيًا. ويتم تحقيق طول البرميل الطويل باستخدام تكوين مخزن أنبوبي ذا تغذية خلفية.
وجانب آخر من نيوستيد 2000 هو ان المخازن المزدوجة ذات الست حلقات يمكن ضبط مفتاح الاختيار على اليسار أو اليمين أو بالتناوب. في ظروف الشغب ، على سبيل المثال ، يمكن استخدام قذائف الهراوات المرنة الأقل فتكًا مع الحلقات المتبقية في الاحتياط.
ونوع نيوستيد 2000 له اسطوانة بطول إجمالي يبلغ 560 مليمتر (22 بوصة) . يقلل الطول الأقصر من سعة الخزنة إلى 5 + 5 حلقات ويجعل السلاح أسهل في الاستيراد أو الترخيص في بعض البلدان.
وتعمل آلية المضخة بحركة أمامية وخلفية بسبب آلية الاسطوانة المتحركة ، بدلاً من الحركة التقليدية. طريقة التشغيل هذه نادرة جدًا. يتم زيادة السلامة بهذه الطريقة ، حيث لا يمكن أن تنزلق يد الضخ عن طريق الخطأ أمام برميل التصوير.
كانت نيوستيد 2000 متاحًا للشراء المدني منذ عام 2003 ، مع غالبية المبيعات في أوروبا.

## رسومات براءات الاختراع

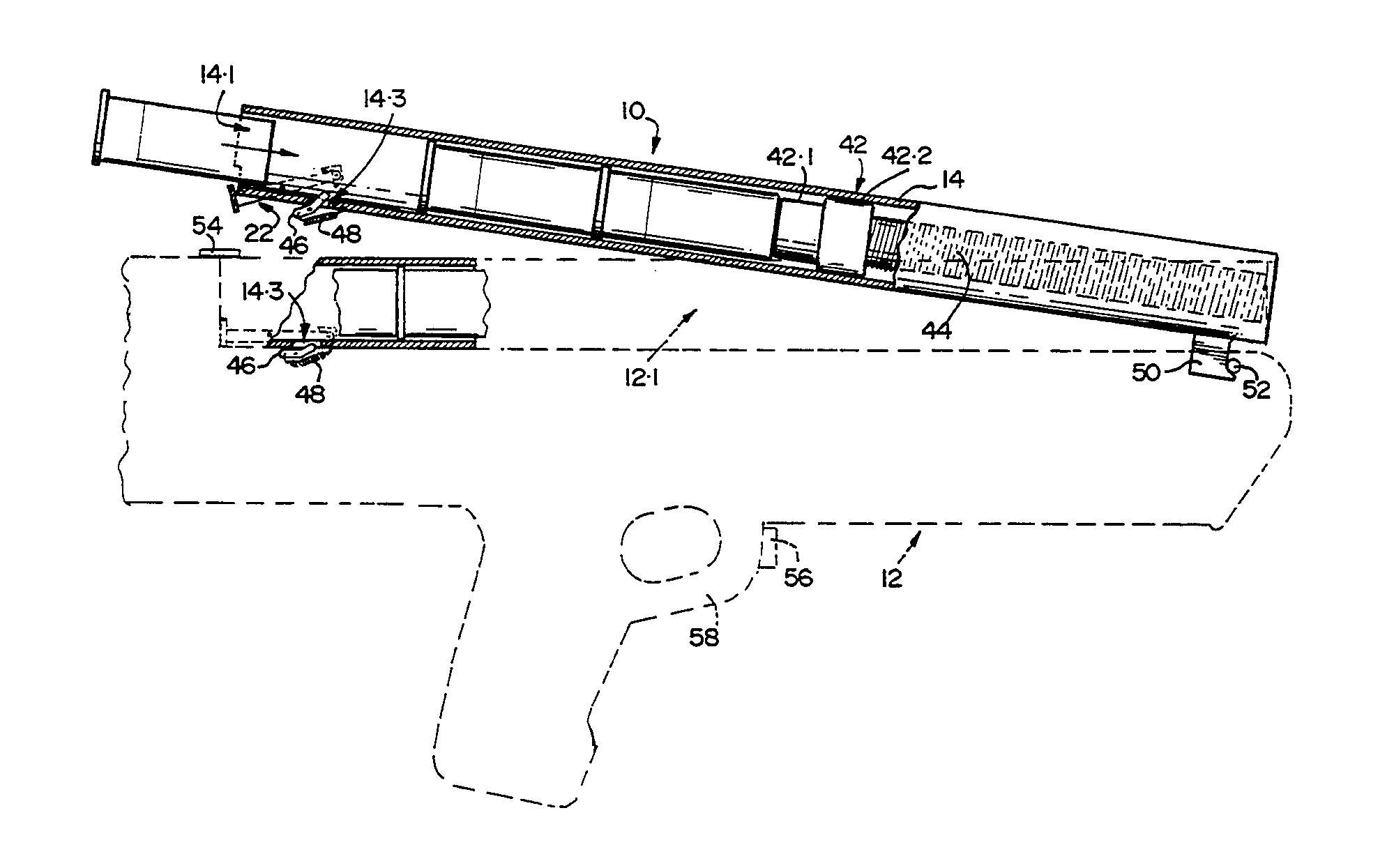
مخز البندقية في وضع التحميل
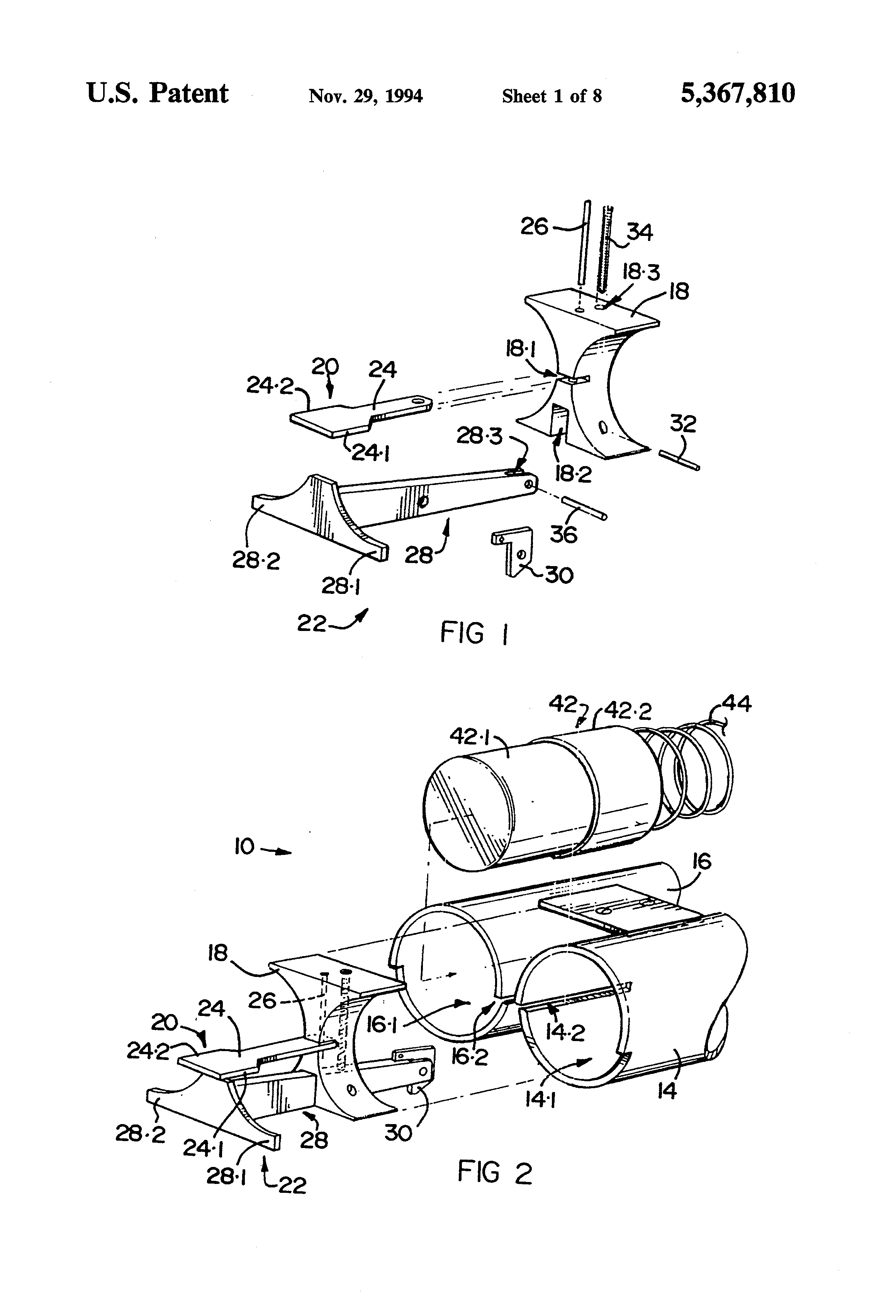
تفاصيل مخزن البندقية
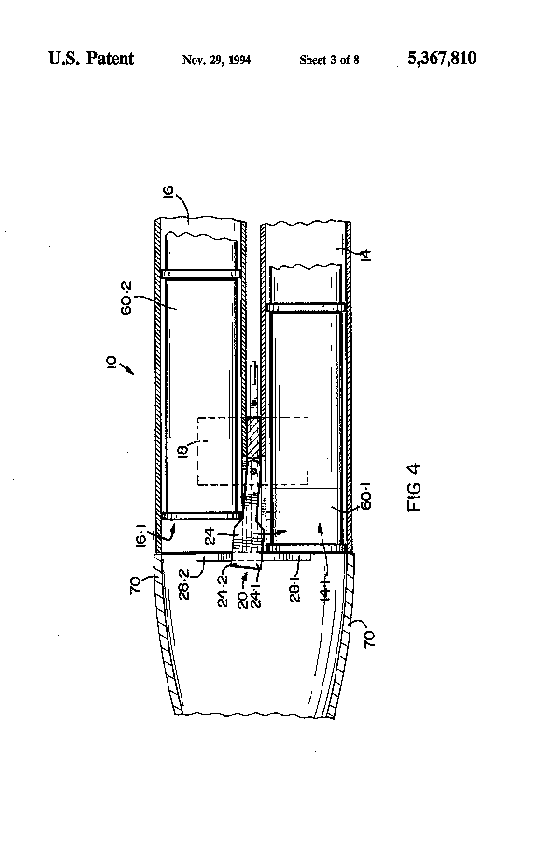
التلقيم ممكنة فقط من أنبوب واحد ، والآخر مسدود
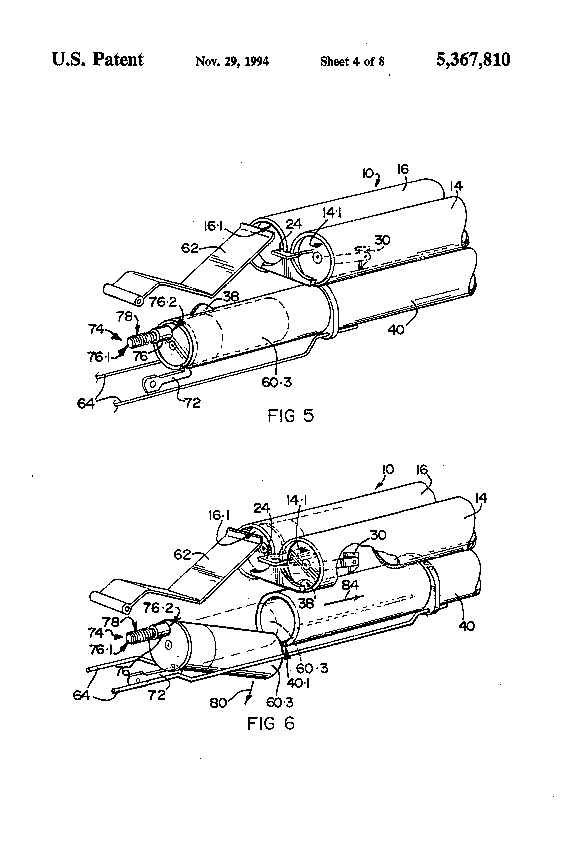
إخراج الغلاف الفارغ
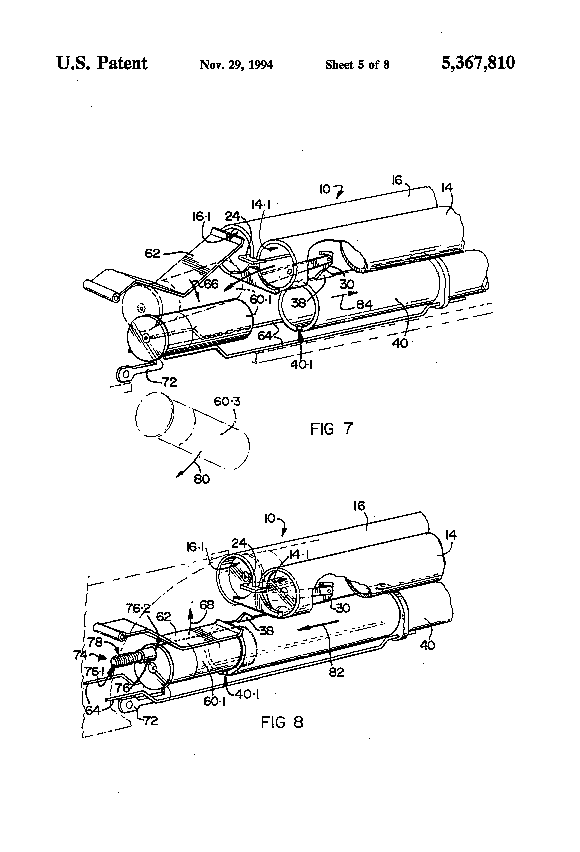
تلقيم قذيفة جديدة

## روابط خارجية
- الموقع الرسمي
- براءة اختراع بندقية
- براءة اختراع المجلة
- بندقية نوستيد 2000 ثنائية الأنبوب بمضخة الأسلحة المنسية